# Portia White
Portia May White (Truro, 24 de junio de 1911-Toronto, 13 de febrero de 1968) fue una profesora y contralto canadiense.
White fue conocida por ser la primera cantante afrocanadiense en alcanzar fama internacional. Su madre fue Izie Dora. Durante su infancia, formó parte del coro de su padre William Andrew White II y compitió en certámenes internacionales en su adolescencia y posteriormente, estudió en el Conservatorio de Música de Halifax.
En 1941 y en 1944 debutó como cantante nacional e internacional respectivamente y fue elogiada por la crítica por sus interpretaciones de música clásica europea y música espiritual afroamericana. Luego realizó giras por Europa, el Caribe, y América Central y del Sur.
En 1952 debió retirarse por dificultades vocales y el cáncer; se estableció en Toronto donde les enseñó a jóvenes músicos canadienses como Lorne Greene, Dinah Christie, Don Francks, Robert Goulet y Anne Marie Moss.
El gobierno de Canadá la declaró una persona de significancia histórica. Sus partidarios originales de Nueva Escocia establecieron el Fondo de Talento de Nueva Escocia, otorgando becas anuales tanto a artistas locales como emergentes y el gobierno de esa ciudad estableció el premio Portia White. En 2007 recibió un premio póstumo a su trayectoria por la Asociación de Músicos de la Costa Este.

## Infancia y familia
White nació el 24 de junio de 1911 en Truro, Nueva Escocia. Sus padres eran Izie Dora y William Andrew White, quienes tuvieron 13 hijos. Su madre era descendientes de lealistas negros en Nueva Escocia, mientras que su padres era hijos de antiguos esclavos de Virginia. El padre se independizó y se fue a vivir a Canadá, y se anotó en la Universidad de Acadia en Nueva Escocia donde logró un doctorado en divinidad y fue el primer afrocanadiense en lograrlo.
Una vez finalizada la Primera Guerra Mundial la familia se mudó a Halifax, donde el padre fue nombrado ministro de la Iglesia Bautista de la calle Cornwallis.
Otros miembros de su familia lograron distinciones en la vida cultural y política canadiense, incluyendo a sus hermanos Jack, un reconocido líder sindical de su país, Bill, el primer canadiense con ascendencia africana en postularse a cargos políticos en ese país y Lorne, un presentador del programa de la CBC Singalong Jubilee. Además fue tía del senador Donald Oliver y de la analista política Sheila White.
Cuando era adolescente, participó en una competencia de canto local con su hermana June, las dos interpretando un aire de Lucia di Lammermoor de Gaetano Donizetti. Ganan el primer premio. Aunque Portia White quería seguir una carrera como cantante, en ese momento no podía permitirse una formación profesional.
Ingresó a la Universidad de Dalhousie en 1929, donde estudió para convertirse en maestra. A principios de la década de 1930 enseñó en Africville y Lucasville, dos pequeñas comunidades de Halifax predominantemente negras en Nueva Escocia y para entonces, White finalmente pudo comenzar a pagar sus lecciones de canto. Participó regularmente en el Festival de Música de Halifax, donde ganó la Copa de Plata Helen Kennedy, en 1935, 1937 y 1938, hasta que los organizadores del festival finalmente decidieron otorgarle la copa de forma permanente.
En 1939, Portia White obtuvo una beca para continuar su formación musical en el Conservatorio de Música de Halifax, con el famoso barítono italiano Ernesto Vinci y esta le enseñó el estilo vocal del Bel canto. Pronto dio su primer recital oficial y, después del estallido de la Segunda Guerra Mundial, continuó cantando en conciertos y transmisiones de radio. Ganó premios en festivales provinciales de música y a mediados de 1941, conoció a Edith Read, directora de una escuela de Toronto, quien se ofreció a organizar nuevos espectáculos para ella.

## Trayectoria

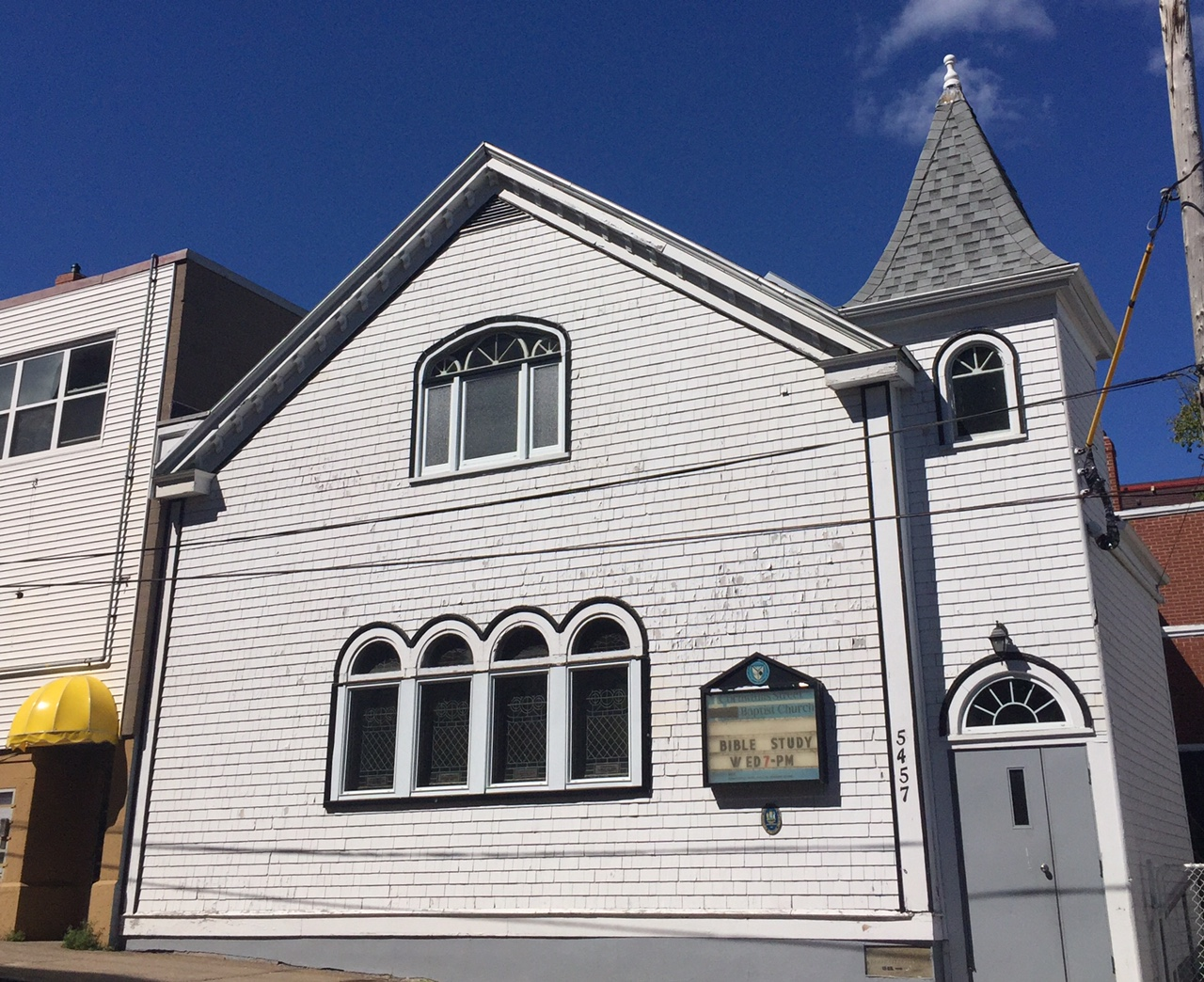
Iglesia Bautista
Nuevos Horizontes

Portia White inició su carrera musical a los seis años como miembro de un coro en la Iglesia Bautista Nuevos Horizontes de la calle Cornwallis, donde su madre era la directora musical. Cuando White creció se convirtió en la directora del coro y colaboró con la recaudación de fondos de la iglesia cantando en el programa de radio semanal de su padre. Según declaró años más tarde en una entrevista:

Nunca nadie me pidió que cantara, nací cantando. Creo que si nadie me hubiera hablado nunca, no podría comunicarme de otra manera sino cantando. Siempre me inclinaba en mis sueños y cantaba ante la gente y desfilaba por el escenario como una niña muy pequeña.

En su adolescencia junto a su hermana June entró a una competencia de canto local,  juntas interpretaron una aria del álbum de Donizetti Lucía Di Lammermoor, obteniendo el primer premio. Ella quería seguir su carrera como cantante pero no podía costear su formación en ese momento.
En 1929 ingresó a la Universidad Dalhousie para estudiar profesorado. Al principio de la década de 1930 enseñó en Africville y Lucasville, dos pequeñas comunidades de Hallifax donde predominaban los escoceses afrodescendientes y en esta época White logró pagar sus estudios de vocalización. Además compitió regularmente en el Festival de Música de Hallifax, ganando la copa de plata Helen Kennedy en 1935, 1937 y 1938, en este último año jurado decidió otorgárselo de forma definitiva.
En 1939 fue becada para proseguir su preparación musical en el Conservatorio de Música de Hallifax con el barítono italiano Ernesto Vinci, quién la entrenó usando el estilo vocal bel canto. En poco tiempo dio su primer recital de forma formal y después del comienzo de la Segunda Guerra Mundial cantó en conciertos y en espectáculos radiales, fue premiada en festivales de música provinciales;  a mediados de 1941 conoció a Edith Read, una directora visitante de una escuela de Toronto que se ofreció a organizarle nuevas oportunidades para que cante.

### Cantante

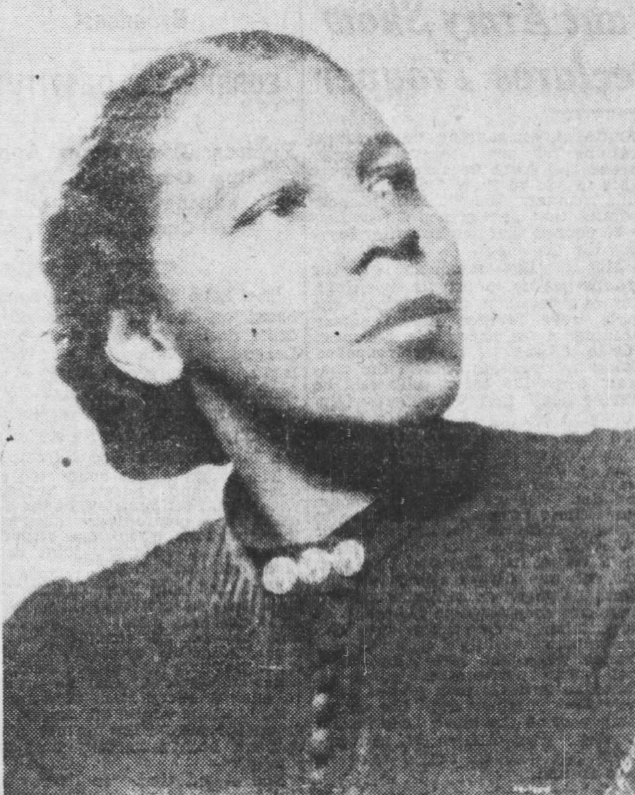

En noviembre de 1941, con el apoyo de Read, con 30 años de edad White debutó como cantante en Toronto en el Auditorium Eaton. El público la recibió bien, y el día después de su presentación recibió una oferta de gestión de carrera por parte de la oficina de prensa de la Universidad de Oxford. A pesar de sufrir racismo mientras buscaba nuevas ofertas de presentaciones, ella pudo realizar una gira dentro de Canadá, realizando conciertos en lugares como la residencia del gobernador general Rideau Hall.
White cantó tanto música clásica como espiritual afroamericana, y obras de Harry T. Burleigh que fueron parte frecuente de sus repertorios. Junto con los temas en inglés también interpretó temas en italiano, alemán, francés y español, su rango de tres octavas atrajo la aclamación crítica. La revisión realizada por Hector Charlesworth en The Globe and Mail informó la «expresión picante y belleza de la expresión de White», mientras que una crítica para el Toronto Evening Telegram dijo que tenía un «contralto coloreado y bellamente sombreado ... Es una voz natural, un regalo del cielo».. White fue comparada con la contralto estadounidense Marian Anderson.
Después de audicionar para el gerente general de la Metropolitan Opera, Edward Johnson, White realizó su debut internacional en Nueva York en 1944, fue la primera canadiense en el salón Town Hall. La actuación fue calificada como «notable» por el New York Times y Paul Bowles del New York Herald Tribune escribió que «White, contralto, mostró al público... que ella no solo tiene un magnífico instrumento vocal sino que también tiene  también tiene suficiente maestría musical e inteligencia para hacer lo que quiera con él» .
White cantó en muchos conciertos más en todo Estados Unidos. La provincia de Nueva Escocia y la ciudad de Halifax proporcionaron un nuevo apoyo financiero para la estrella en ascenso, comprando una capa de zorro blanco para que White la use en las presentaciones. En 1945 firmó un contrato con la agencia de artistas Columbia Concerts Incorporated. Y en 1946 realizó una gira de tres meses por Centroamérica, Sudamérica y el Caribe. Y también cantó en Francia y Suiza en 1948. White fue la primera cantante de concierto negro canadiense en alcanzar fama internacional.
Los problemas vocales, un itinerario agotador y un eventual diagnóstico de cáncer de mama contribuyeron más tarde al retiro anticipado de White del canto en público en 1952 y se estableció en Toronto, donde estudió con las sopranos Gina Cigna e Irene Jessner en el Real Conservatorio Superior de Música.
Como instructora vocal, White también enseñó a algunos de los talentos musicales emergentes de Canadá y sus estudiantes incluyeron a los cantantes Lorne Greene, Dinah Christie, Don Francks, Robert Goulet,  Anne Marie Moss  y Judith Lander. White apareció en Halifax para algunas actuaciones esporádicas durante los años 50; aunque anunció su intención de reanudar una carrera de canto a tiempo completo, su regreso al circuito de conciertos nunca se materializó por completo. 
En 1964 cantó en una actuación de comando para la Reina Isabel II y el Príncipe Felipe, en la inauguración del Centro de las Artes de la Confederación en Charlottetown, Isla del Príncipe Eduardo. Este fue uno de sus últimos conciertos importantes. White falleció en Toronto a la edad de 56 años el 13 de febrero de 1968.

### Discografía
- Think on Me (1968, White House Records) WH-6901.[3]
- Great Voices of Canada, Vol 5. White et al. Analekta AN 2 7806.[3]
- First You Dream (1999. C. White) W001-2.[3]
- Library and Archives Canada que también contiene grabaciones de audio de espectáculos en vivo de White.[3]

## Legado
En 1944 los partidarios de White en Nueva Escocia formaron el fondo Nova Scotia Talent  para brindarle asistencia financiera a su carrera como cantante. El fondo pasó a establecer becas anuales para otros artistas de Nueva Escocia y continúa otorgando el Premio Portia White a los artistas que muestran "un compromiso excepcional y un potencial en la voz".  El gobierno provincial de Nueva Escocia también otorga el premio Portia White a la "excelencia cultural y artística" y el premio Portia White inaugural de 1998 fue otorgado al poeta de Nueva Escocia, George Elliott Clarke, el sobrino de White.
White ha sido declarada una persona de importancia histórica nacional por el Gobierno de Canadá, y apareció en una edición especial de estampillas del Milenio que celebran los logros de Canadá. En los East Coast Music Awards de 2007, White fue honrada póstumamente con un premio a la trayectoria de la Dra. Helen Creighton. Una calle en Halifax lleva su nombre así como también lo hace un atrio en el Citadel High School. En 2017, el Premio Juventud Portia White se estableció como parte de los Premios de Música Africana Nova Scotian.
La cantante Lance Woolaver escribió un tema llamado Portia White: First to Dream (también conocido como Portia). Y la documentalista Sylvia Hamilton hizo el documental Portia White: Think on Me, y el escritor George Elliot Clarke el libro Portia White.  
Su nombre se le da a Portia White Court, una calle en Halifax, así como al Portia White Atrium, en Citadel High School. En 2017, el Portia White Youth Award se creó como parte de los African Nova Scotian Music Awards.
Portia White es el tema de la obra Portia White: First You Dream (también conocida simplemente como Portia) de Lance Woolaver, el documental Portia White: Think on Me de Sylvia Hamilton1 y el libro Portia White de George Elliott Clarke